# Luke Kornet
Luke Francis Kornet (ur. 15 lipca 1995 w Lexington) – amerykański koszykarz występujący na pozycjach silnego skrzydłowego lub środkowego, obecnie zawodnik Boston Celtics.
18 lipca 2019 został zawodnikiem Chicago Bulls.
25 marca 2021 trafił w wyniku wymiany do Boston Celtics. 21 grudnia 2021 zawarł 10-dniowy kontrakt z Cleveland Cavaliers. 3 stycznia 2022 podpisał 10-dniową umowę z Milwaukee Bucks. 14 stycznia 2022 powrócił do składu Maine Celtics. 11 lutego 2022 zawarł kontrakt do końca sezonu z Boston Celtics.

## Osiągnięcia
Stan na 8 lutego 2022, na podstawie, o ile nie zaznaczono inaczej.
NCAA
- Uczestnik rozgrywek turnieju NCAA (2016, 2017)
- Sportowiec roku konferencji Southeastern (SEC – 2017)
- Zaliczony do:
  - I składu:
    - SEC (2017)
    - defensywnego SEC (2016, 2017)
    - SEC First-Year Academic Honor Roll (2014)

  - II składu CoSida Academic All-American (2017)
  - Winter SEC Academic Honor Roll (2015, 2016)
- Lider SEC w blokach (2016)[9]

Indywidualne
- Zaliczony do III składu G-League (2018)[10]